# Расстрел на Привокзальной площади Курска
Расстрел на Привокзальной площади Курска — массовое убийство, совершённое двумя солдатами-дезертирами в 1968 году. 13 человек были убиты, 11 получили ранения.

## Убийцы

Виктор Коршунов

Юрий Суровцев

Массовое убийство устроили два солдата из воинской части внутренних войск, расквартированной в городе Курске — рядовой Виктор Николаевич Коршунов и ефрейтор Юрий Степанович Суровцев.
Из характеристики на ефрейтора Юрия Суровцева:
Обладает повышенной возбудимостью и впечатлительностью, часто плачет. Склонен к фантазированию. Проходил лечение в Курской областной психиатрической больнице с признаками психического инфантилизма.
 За хороший почерк Суровцев был взят писарем в штабе, к моменту совершения преступления отслужил 1 год. 
Из характеристики на рядового Виктора Коршунова: 
До службы в армии вёл образ жизни, недостойный советского студента, был исключён из института. Скрытный, жестокий. В общении с коллективом проявляет невыдержанность, отчуждённость. Неоднократно высказывал мысли о самоубийстве.
Отец Коршунова служил полицаем и после Великой Отечественной войны был осуждён за государственную измену. Коршунов отслужил почти 2 года, служил в стрелковой роте, считался лучшим стрелком части, был отличником Советской армии.
В этом дуэте Коршунов был лидером. Как впоследствии выяснилось, Коршунов получил от своей девушки, обещавшей ждать его, письмо, в котором было написано, что она рвёт все отношения с ним и выходит замуж. Видимо, после этого Коршунов решил умереть. Однако он решил забрать с собой ещё кого-нибудь. Он уговорил легковнушаемого Суровцева составить ему компанию.

## Преступление
Коршунов и Суровцев решили напасть на какое-нибудь "важное" учреждение — Курский горком партии, ГУВД Курского облисполкома или городскую прокуратуру. Выбор пал на горком. 25 сентября 1968 года солдаты бежали из части, захватив с собой оружие — два автомата Калашникова с боезапасом и полным снаряжением. Однако захватить горком они не решились — в том же здании располагался опорный пункт милиции.
Неплохо знавшие город солдаты пошли в сторону железнодорожного вокзала. Они забежали в подъезд дома, выходившего окнами на Привокзальную площадь. Рано утром 26 сентября Коршунов и Суровцев поднялись на четвертый этаж и позвонили в первую попавшуюся квартиру. В квартире находилось 8 человек, в их числе 4 детей. Дезертиры скосили очередью открывшую им дверь женщину, ворвались в квартиру и перебили четырёх взрослых и детей, стреляя в них через подушку и добивая выживших тяжёлым чугунным утюгом. На выстрелы выбежала гостившая в квартире 38-летняя Тамара Саттарова. Пригрозив убить двоих её детей, дезертиры послали женщину в магазин за водкой. По пути женщина встретила участкового, но ничего ему не рассказала. За время её отсутствия преступники убили её детей. Вернувшуюся Саттарову убийцы избили и изнасиловали, после чего закрыли в ванной.
Дезертиры пустились в запой, время от времени покупая в магазине водку. В 8 часов утра 27 сентября Коршунов и Суровцев, увидев на Привокзальной площади большое количество людей, открыли по ним прицельный огонь короткими очередями из двух автоматов. Жертвами этой стрельбы стали ещё 5 человек. Ветераны войны, оказавшиеся на площади, сказали всем укрыться в здании вокзала. В 8:15 к вокзалу подъехал автозак, в котором находились осуждённые, которые в тот день должны были убыть на этап. Солдаты открыли по нему огонь, один из осуждённых был убит. Водитель успел увести машину из-под обстрела в переулок.
Первыми милицию вызвали жильцы квартиры, соседней с захваченной преступниками. Милиционеры заняли квартиру сверху, собрались пустить газ через просверленное отверстие и пойти на штурм, но дезертиры пригрозили, что убьют заложников. Повлиять на ситуацию не смогло ни милицейское, ни военное начальство, вскоре прибывшее к двери квартиры. Преступники не выдвигали никаких требований, а твердили, что хотят умереть. Чувствуя, что Суровцев вскоре сломается, его уговаривали сдаться и, как старшему по званию, приказать Коршунову сделать то же самое. Когда Суровцев заявил, что напарник ему не подчиняется, командир дивизии, в которой служили дезертиры, приказал ему расстрелять Коршунова. У Суровцева началась истерика, и в 10:15 утра он выпустил в Коршунова весь магазин автомата, а через 10 минут сдался. Чтобы толпа, собравшаяся на площади, не устроила самосуд, Суровцева переодели в милицейскую форму и тайком вывели из здания под видом раненого сотрудника. Из моральных принципов в тот же день эту форму сожгли.

## Заключение
Было убито 13 и ранено 11 человек. Событие имело достаточно большой резонанс. Радио «Голос Америки» передало сообщение о том, что солдаты совершили массовое убийство в Курске в знак протеста против гегемонии КПСС и ввода советских войск в Чехословакию, однако последующие допросы Суровцева это опровергли.
2 ноября 1968 года выездная сессия Московского военного трибунала приговорила ефрейтора Юрия Степановича Суровцева к высшей мере наказания — смертной казни через расстрел, а также к выплате компенсации в 552 рубля выжившей Тамаре Саттаровой. В мае 1970 года приговор привели в исполнение.